# Le Jour (Bouguereau)
Pour les articles homonymes, voir Le Jour.
Le Jour est une peinture à l'huile sur toile réalisée en 1884 par l'artiste peintre français William Bouguereau. Elle appartient désormais à une collection privée.
Au début des années 1880, Bouguereau réalise une série de quatre œuvres représentant les différentes phases de la journée, dans l'ordre chronologique suivant : L'Aurore (1881), Le Crépuscule (1882), La Nuit (1883) et Le Jour (1884).

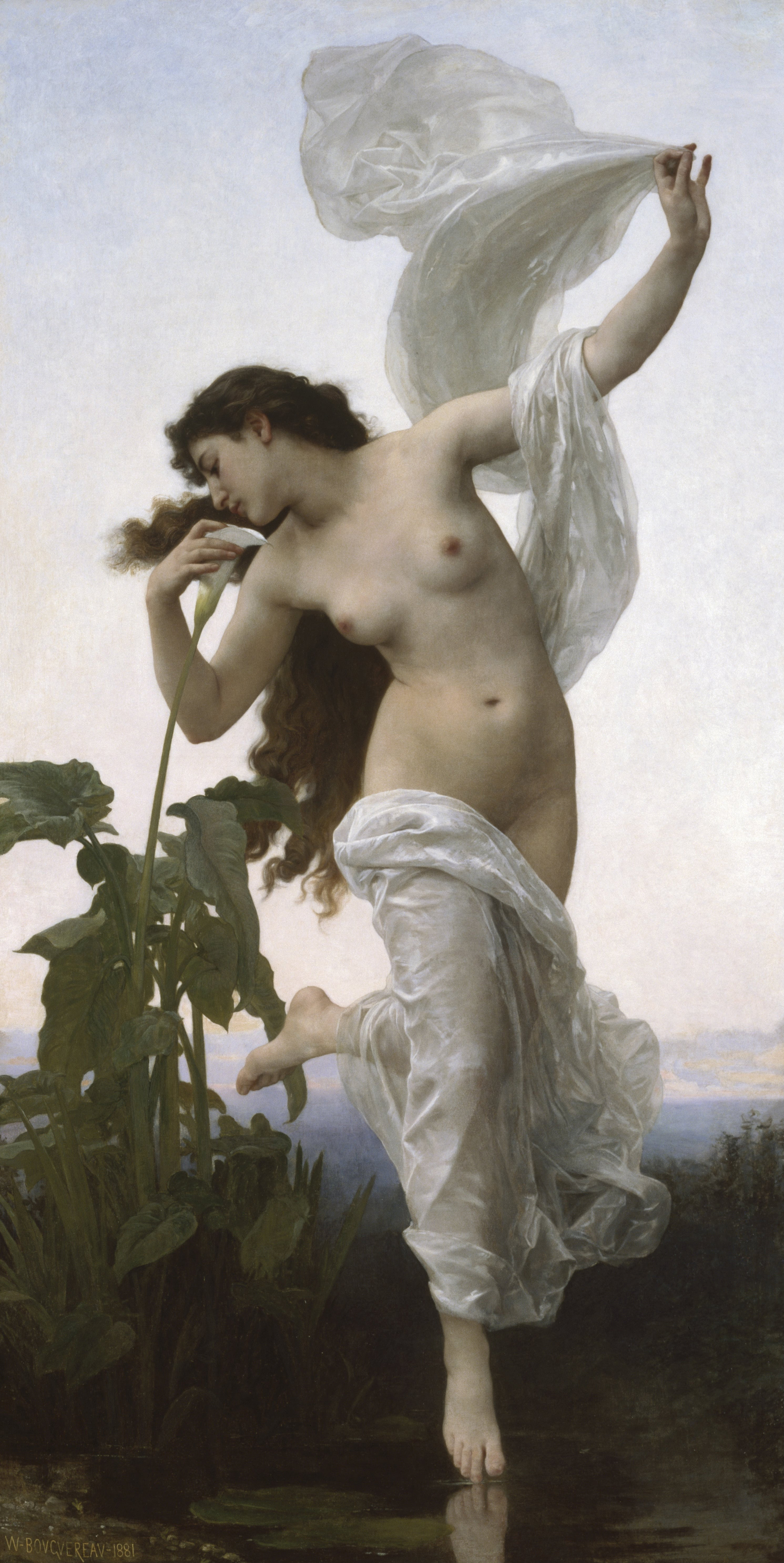
L'Aurore (1881)
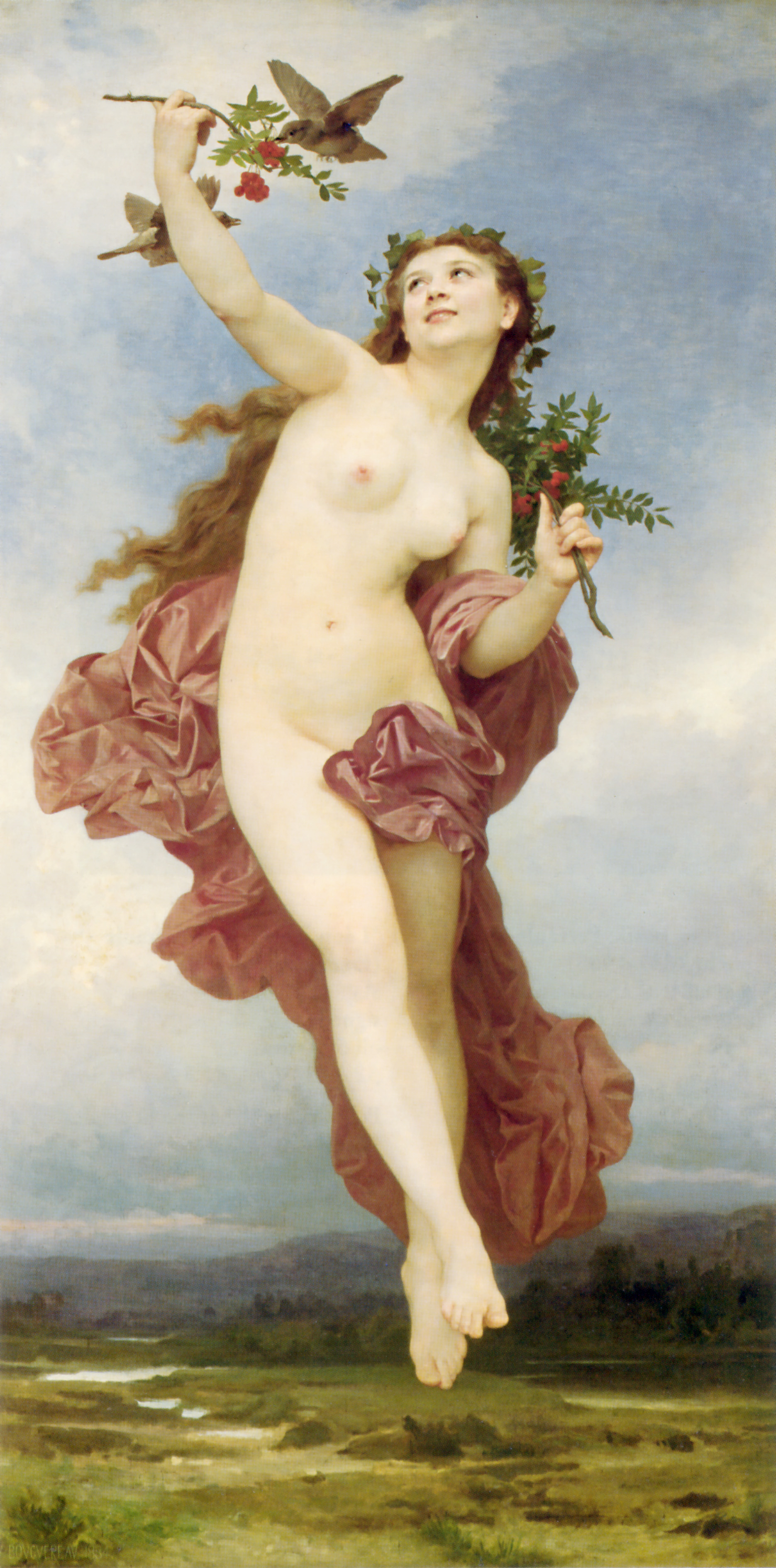
Le Jour (1884)
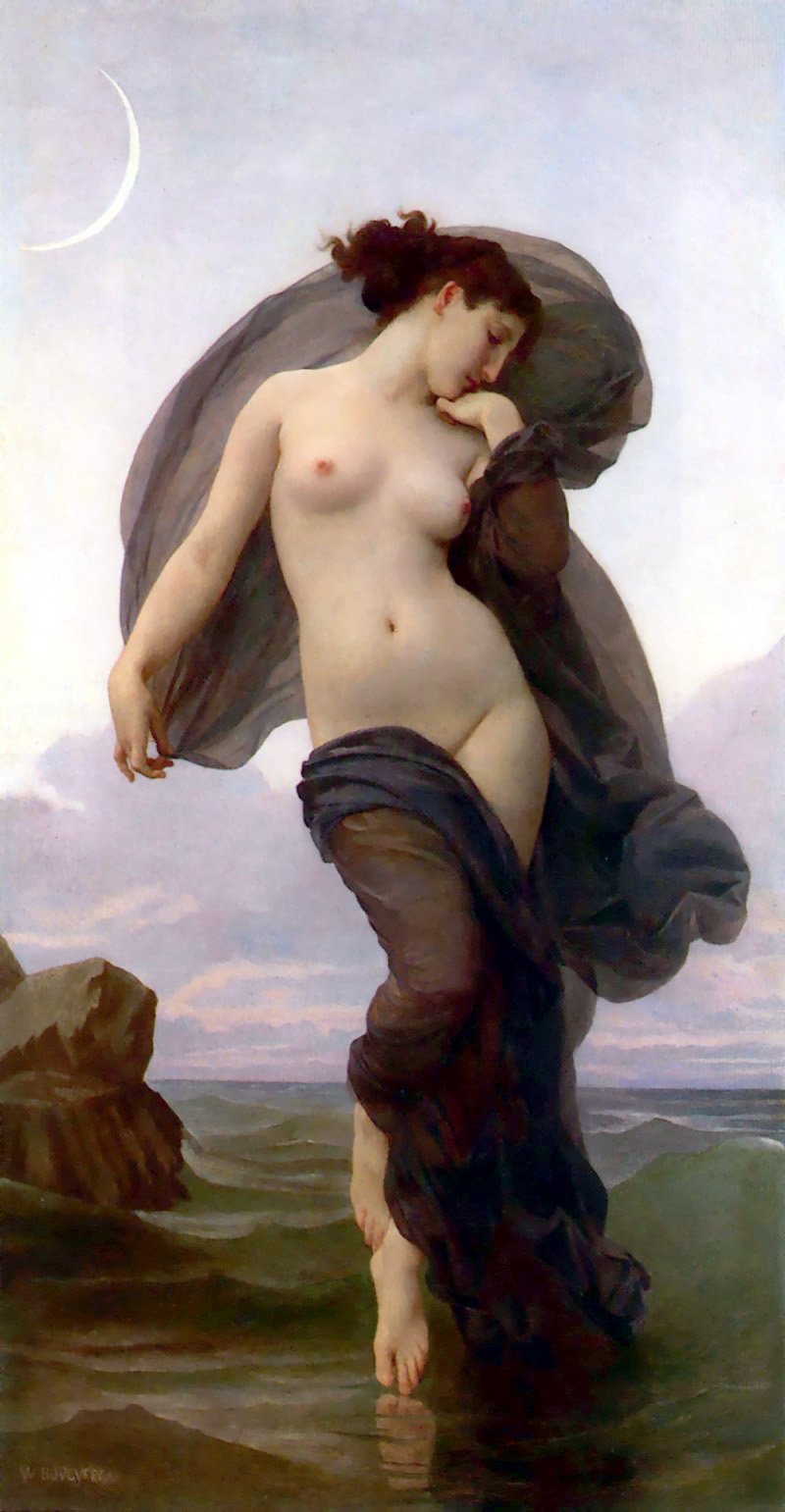
Le Crépuscule (1882)
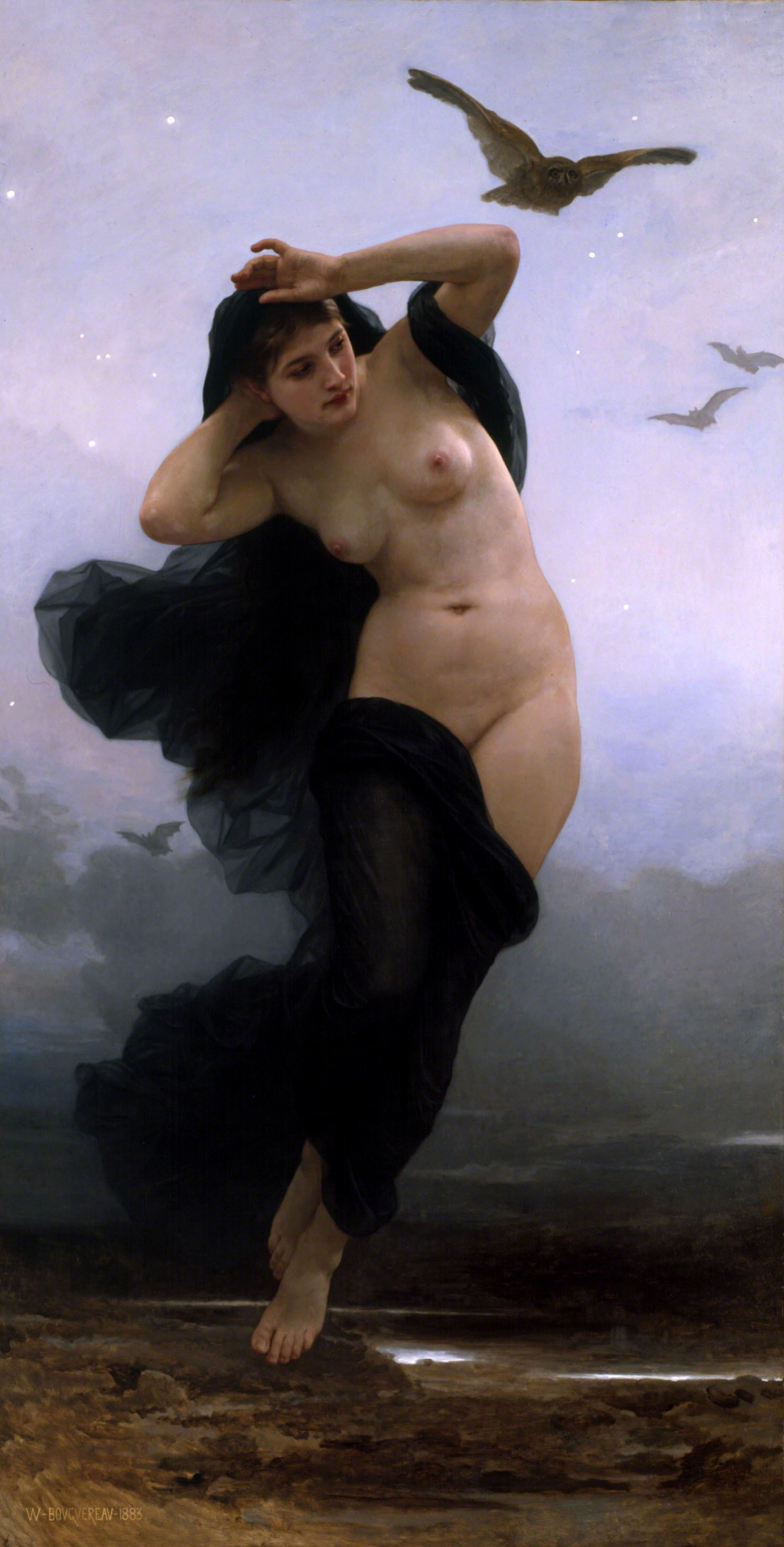
La Nuit (1883)

## Voir également
- Galerie William Bouguereau